# Luisia filiformis
Luisia filiformis är en orkidéart som beskrevs av Joseph Dalton Hooker. Luisia filiformis ingår i släktet Luisia och familjen orkidéer. Inga underarter finns listade i Catalogue of Life.